# Tommy O'Hara
Tommy O'Hara, diminutivo di Thomas O'Hara (Bellshill, 17 agosto 1952 – Kingskettle, 27 gennaio 2016) è stato un calciatore scozzese naturalizzato statunitense, di ruolo centrocampista.

## Carriera

### Club
Nel 1971 viene tesserato dal Celtic, club della prima divisione scozzese; pur restando in rosa per tre stagioni, non viene mai schierato in campo in partite di campionato, e nel 1974 viene ceduto al Queen of the South, con cui gioca per quattro stagioni consecutive (fino al 1978) nella seconda divisione scozzese, per un totale di 137 presenze e 9 reti in incontri di campionato.
Nel 1978 va a giocare nella NASL, ai Washington Diplomats, con cui nell'arco di due anni realizza una rete in 89 partite giocate; nel 1981 gioca invece 31 partite sempre nel medesimo campionato con la maglia dei Jacksonville Tea Men. Torna quindi in patria, e tra la seconda metà della stagione 1981-1982 e l'intera stagione 1982-1983 gioca complessivamente 53 partite nella prima divisione scozzese con il Motherwell (sono peraltro le sue uniche presenze in carriera in questa categoria); nelle stagioni 1983-1984 e 1984-1985 gioca invece sempre in patria ma in seconda divisione, rispettivamente con le maglie di Falkirk e Partick Thistle. Gioca infine anche con i dilettanti del Lesmahagow, per poi ritirarsi.

### Nazionale
Nel 1982 ha giocato una partita con la nazionale statunitense.